# Visayasolfågel
Visayasolfågel (Aethopyga magnifica) är en fågel i familjen solfåglar inom ordningen tättingar.

## Utseende och läte
Visayasolfågeln är en praktfull liten fågel. Hanen har lysande rött på huvud, rygg och bröst, purpurfärgad panna, stjärt och i ett vidgande mustaschstreck och svart på vingar och buk. På nedre delen av ryggen syns en bjärt gul fläck. Arten liknar purpurstrupig solfågel, men är större, hanen saknar den purpurfärgade strupen och honan är huvudsakligen olivfärgad med tydligt rödaktiga vingar och stjärt. Lätet är ett upprepat ljust "chik!".

## Utbredning och systematik
Visayasolfågeln återfinns i Filippinerna på öarna Cebu, Negros, Panay, Sibuyan och Tablas. Tidigare betraktades den som en underart till karmosinsolfågel (A. siparaja). Den behandlas som monotypisk, det vill säga att den inte delas in i några underarter.

## Status
Arten har ett rätt stort utbredningsområde och beståndet anses stabilt. Internationella naturvårdsunionen IUCN listar den därför som livskraftig (LC).

## Namn
Visayaöarna är en ögrupp i mellersta Filippinerna som omfattar bland annat öarna Panay, Negros, Cebu och Samar.